# Автобан A100 (Німеччина)
Федеральний автобан A100 (A100, нім. Bundesautobahn 100)  — автострада в Німеччині. Пролягає в Берліні і з’єднує по дузі райони Мітте, Шарлоттенбург-Вільмерсдорф, Темпельгоф-Шенеберг і Нойкельн. Спочатку вона була задумана як кільцева дорога. Згідно з нинішніми планами, північно-східне кільце центру Берліна буде доповнено звичайними внутрішньоміськими вулицями. Тим не менш, A100 носить назву "Berliner Stadtring" на додаток до міської магістралі. Значною частиною він пролягає за маршрутом Ringbahn, кільцевої берлінської залізниці, внутрішньої берлінської "S-Bahn" (залізнична система місцевого громадського транспорту) і залізничного кільця.